# Cité des Arts (Besançon)
Pour les articles homonymes, voir Cité des arts.
La Cité des Arts est un centre culturel et touristique français situé à Besançon, dans le département du Doubs. Conçu par l'agence française Archidev associée à l'architecte japonais Kengo Kuma et inauguré le 5 avril 2013 par la ministre de la Culture Aurélie Filippetti, il héberge sur une superficie de 11 390 m2 sur trois étages, le conservatoire à rayonnement régional de Besançon et le fonds régional d'art contemporain de Franche-Comté.

## Historique
Le projet voit le jour en 2006 sous l'impulsion de Raymond Forni, alors président du conseil régional de Franche-Comté, en collaboration avec Jean-Louis Fousseret, à l’époque maire de Besançon et président de Grand Besançon Métropole.

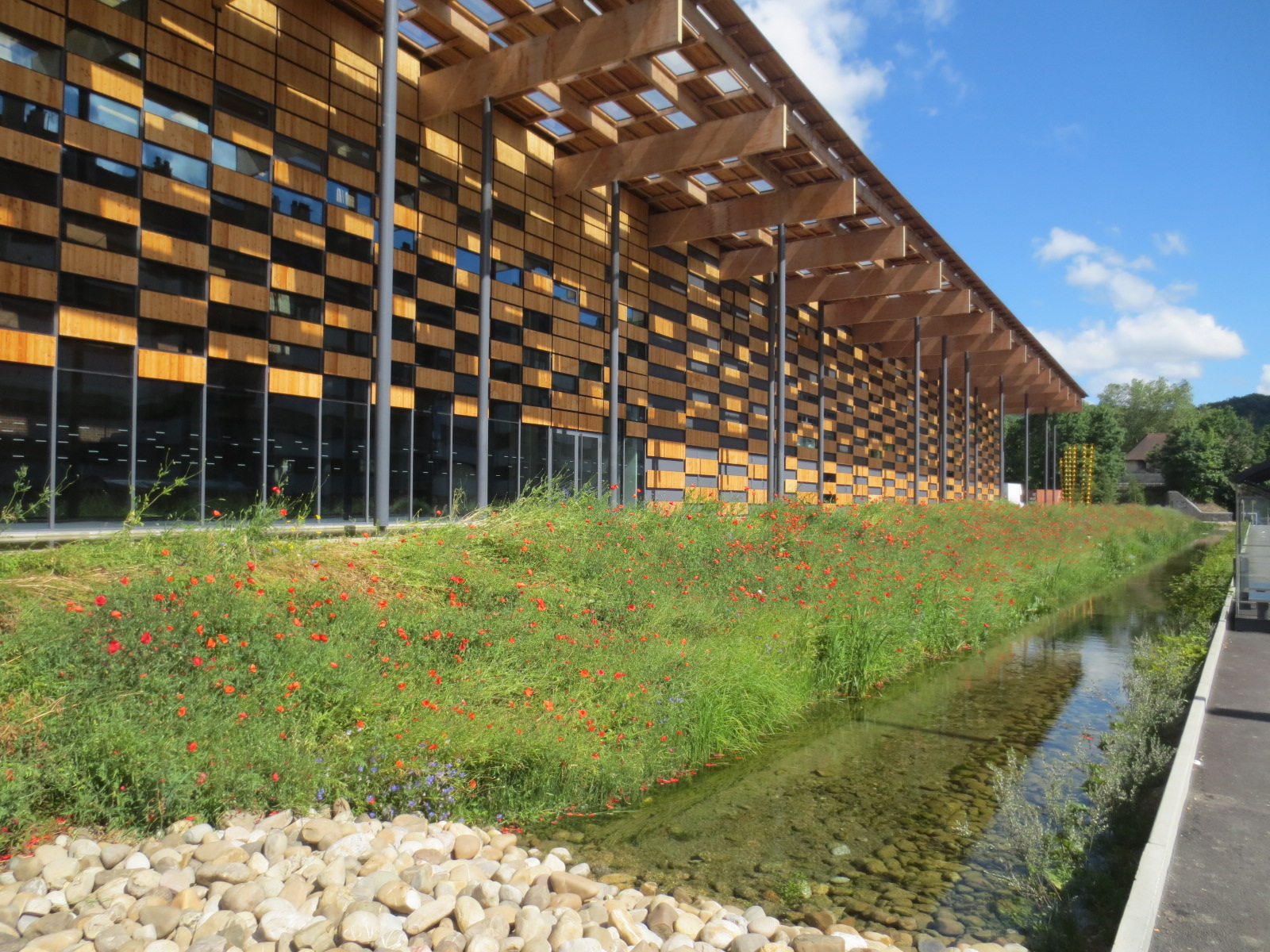
Côté rue.
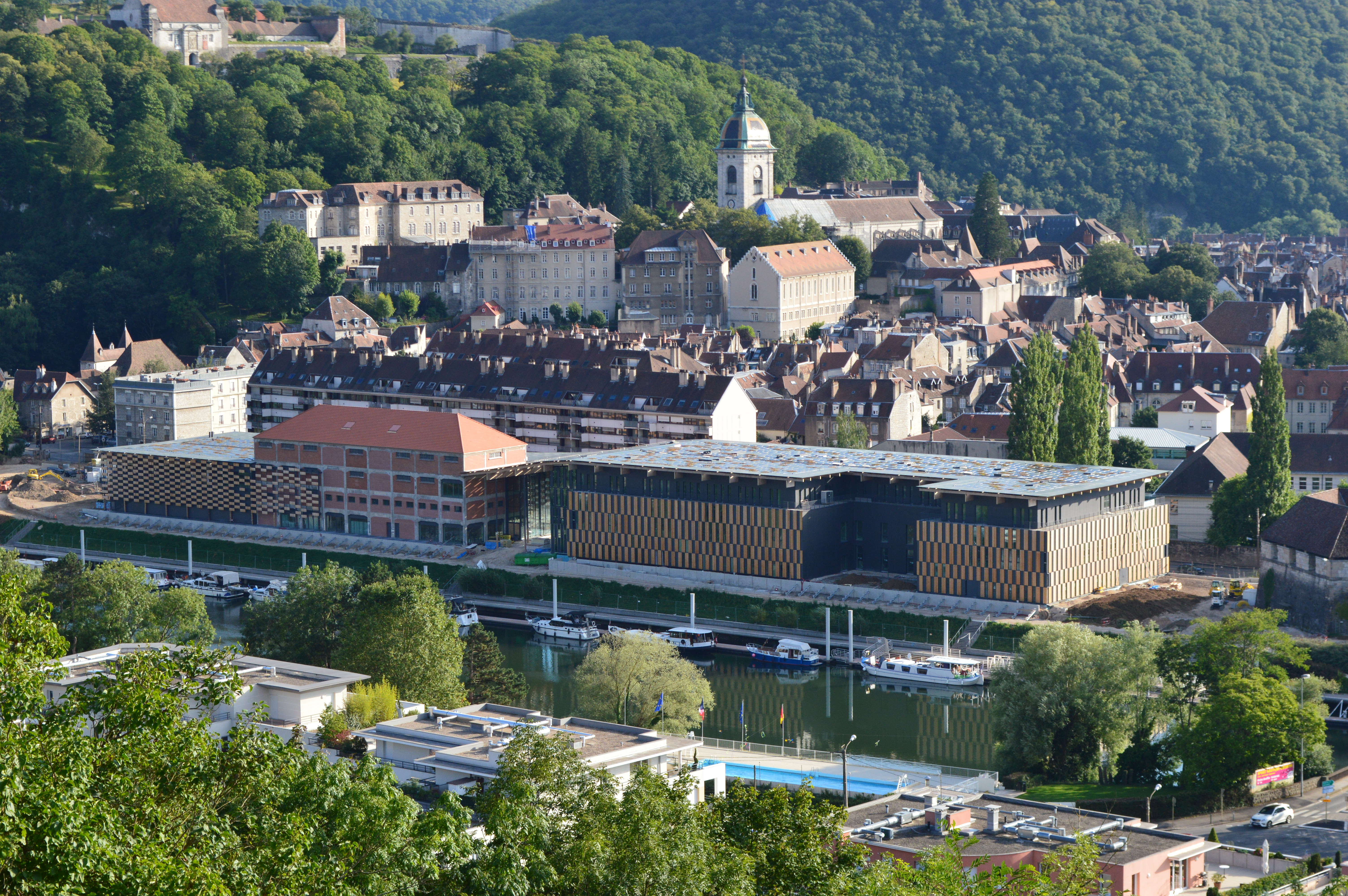
Depuis le fort de Beauregard.
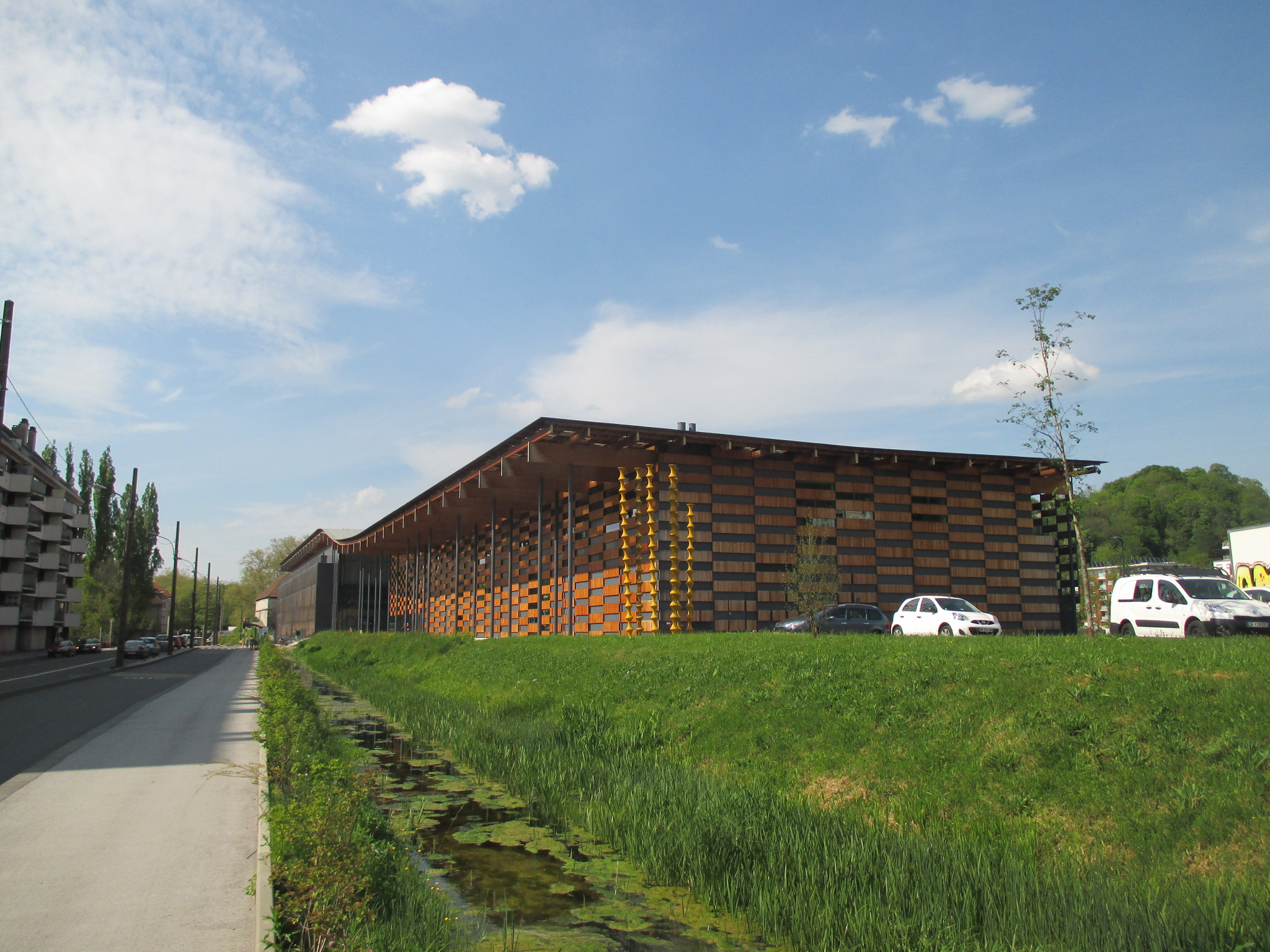
Côté rue.
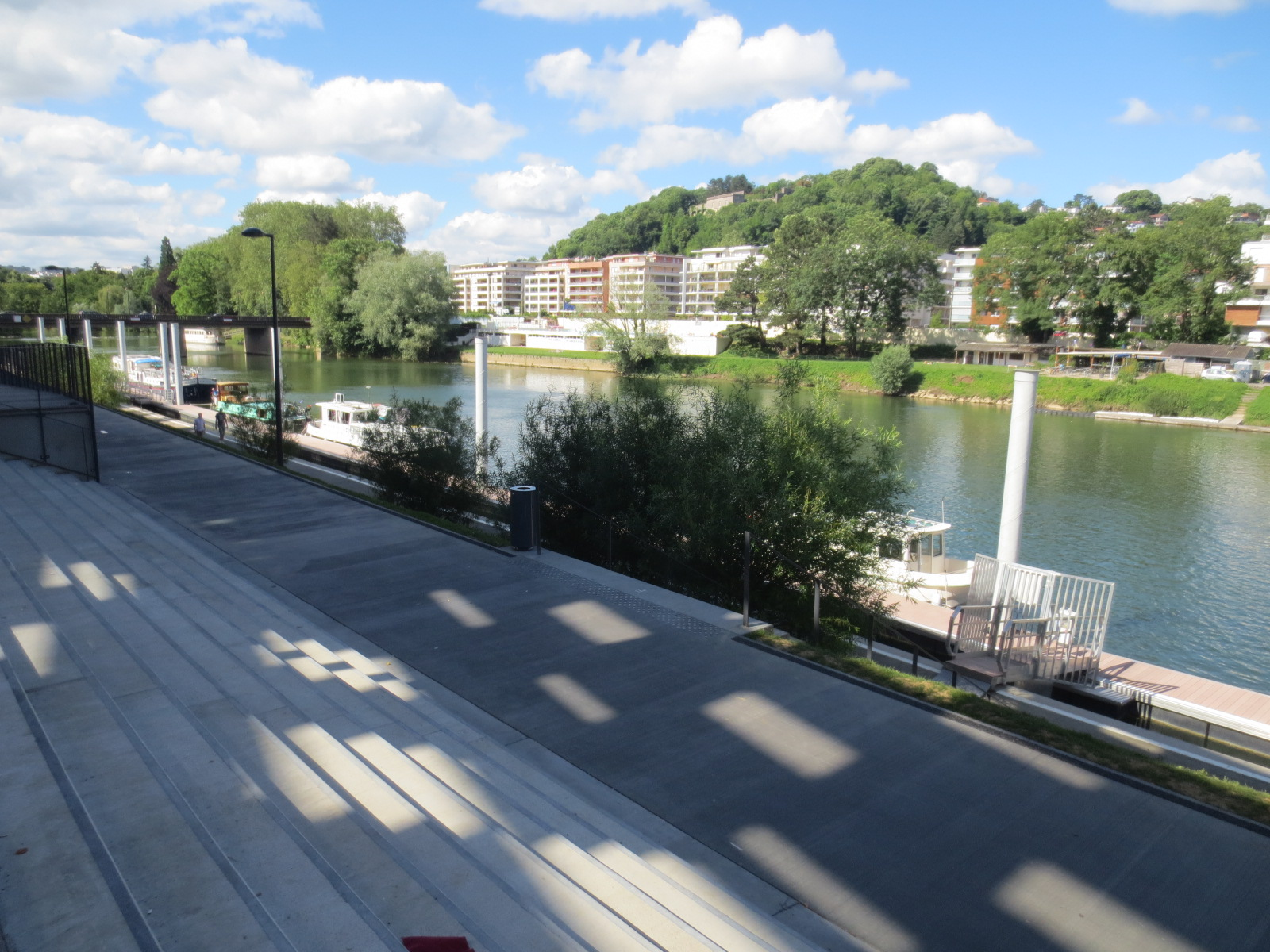
Côté quais du Doubs.

En février 2007, quatre candidatures d'équipes d'architecture sont sélectionnés pour concourir : Archidev+Kengo Kuma & Associates, l'Agence Manuelle Gautrand, Chaix & Morel et Associés, et Massimiliano Fuksas Architecture. Le 4 juillet 2007, le jury choisi le projet de Kengo Kuma, devant ceux de Manuelle Gautrand en deuxième position, de Chaix et Morel, et de Massimiliano Fuksas. Les travaux débutent le 4 février 2010, tandis que la première pierre du nouvel édifice est posée le 4 mai 2010.

## Architecture
Ce bâtiment de 185 m de long et 15 m de haut, d'une superficie de 11 390 m2 répartis sur trois étages, se situe au bord du centre ville historique (la Boucle) et du Faubourg de Rivotte, au pied de la citadelle de Besançon. Il est bâti sur le site de deux hectares de l'ancien port fluvial de Besançon, des années 1930, le long du Doubs, à proximité du pont de Bregille, pour un coût total estimé à 46,6 millions d'euros.
- Intégration des bâtiments en brique, de l'ancien port fluvial
- Façades en damier en bois, verre et aluminium
- Toiture pixelisée de 5 600 m2, mêlant panneaux de verre, aluminium teinté, et 1 300 m2 de panneaux photovoltaïques
- Certification bâtiment basse consommation (BBC), et haute qualité environnementale (HQE)
- Centre de documentation commun au Frac et au Conservatoire
- Café-brasserie

## Conservatoire à rayonnement régional de Besançon(CRR)
Les espaces dédiés au conservatoire comprennent un auditorium de 290 places, dont un plateau d'une surface de 230 m², et 80 salles d'enseignement (dont trois de plus de 60 m², et quatre dépassant les 140 m²).

## Fonds régional d'art contemporain de Franche-Comté(Frac)
Une collection croissante acquise par le FRAC, de plus de 500 œuvres d'art contemporain en 2012, de plus de 200 artistes, de peinture, photographie, sculpture, installation, œuvre graphique, œuvre textile, œuvre audiovisuelle..., avec pour ligne directrice la question du temps (mémoire, durée...), le tout exposées partiellement dans de nombreuses salles d'expositions, dont deux de 490 et 100 m².

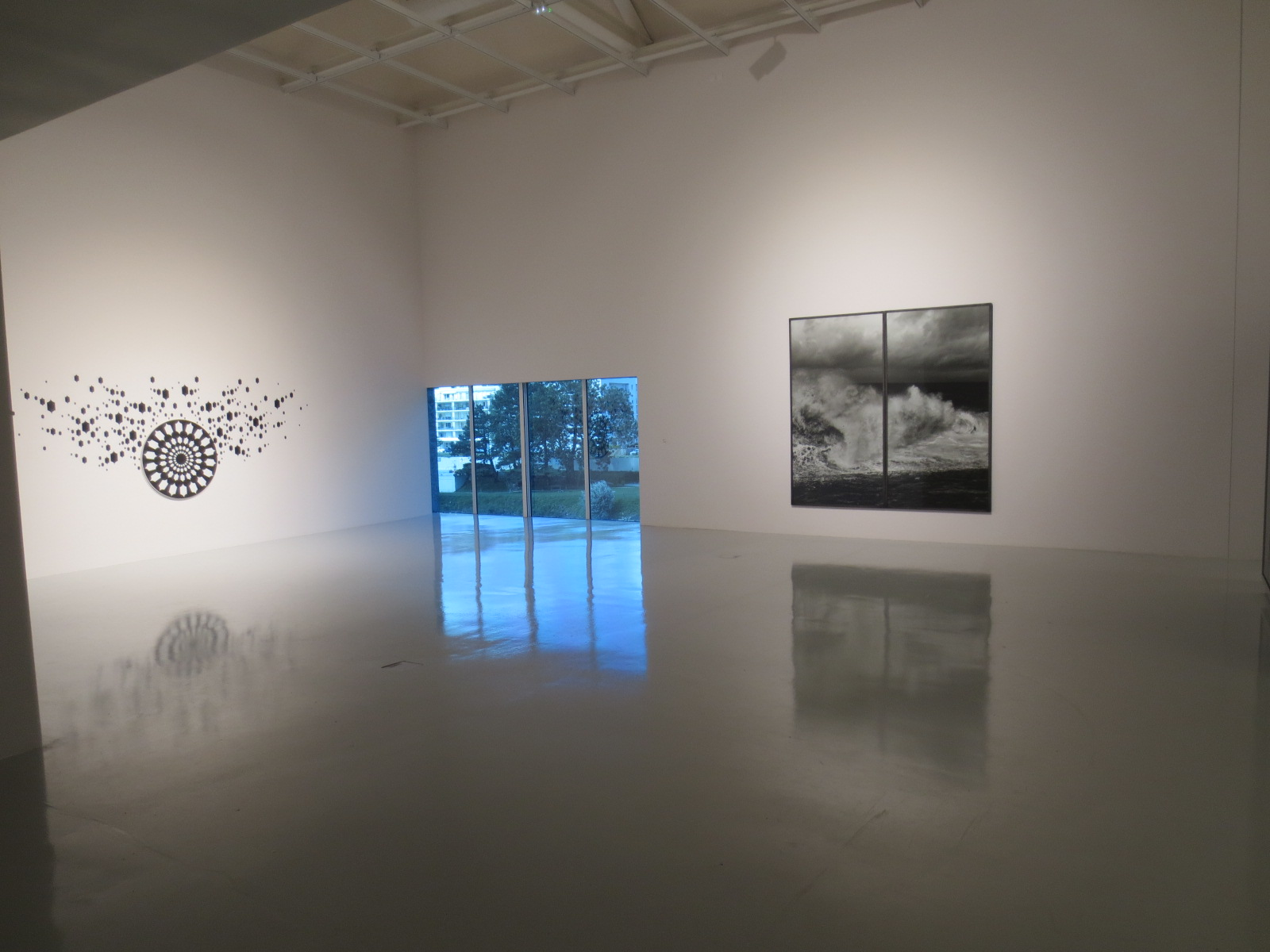
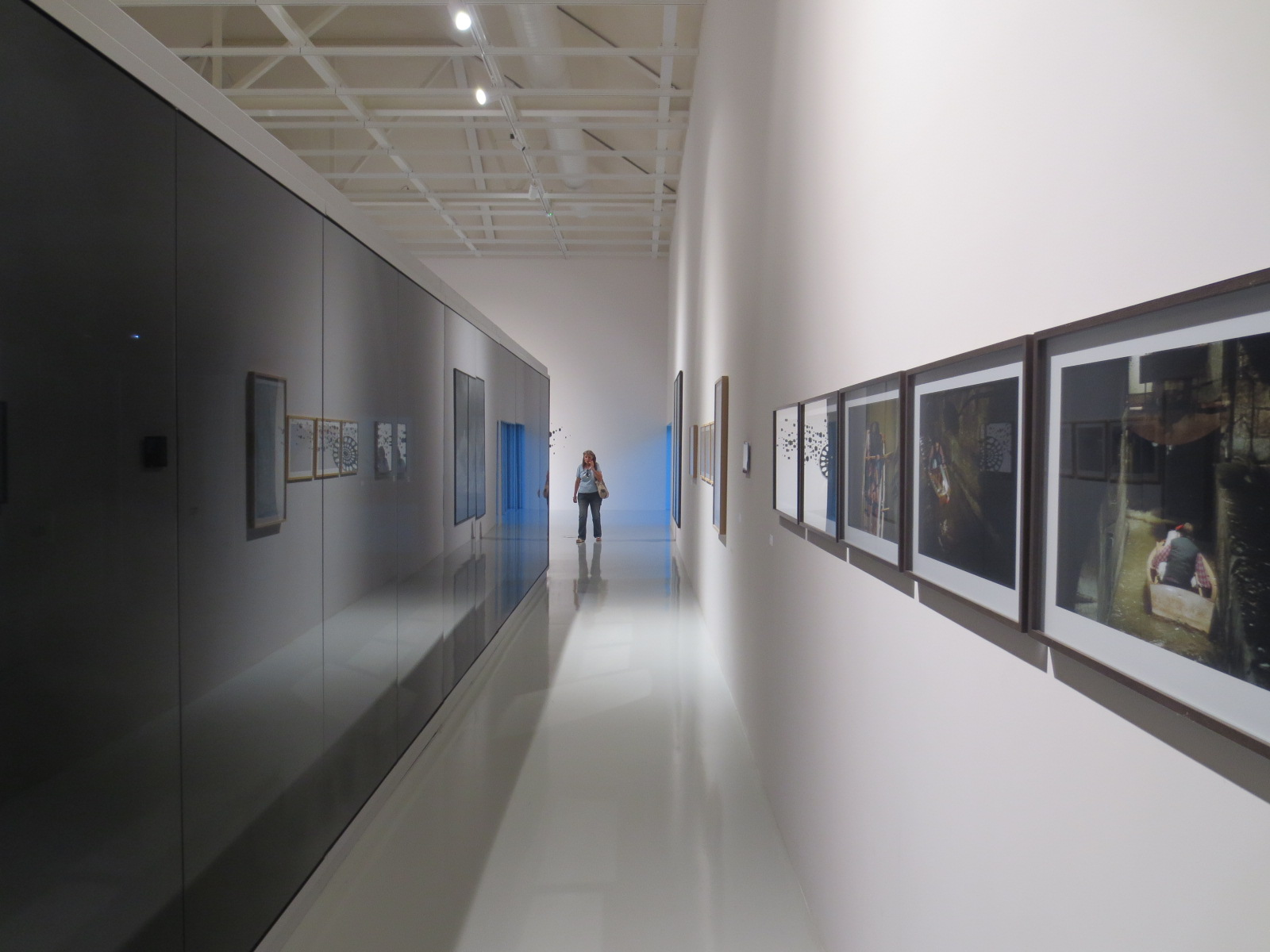
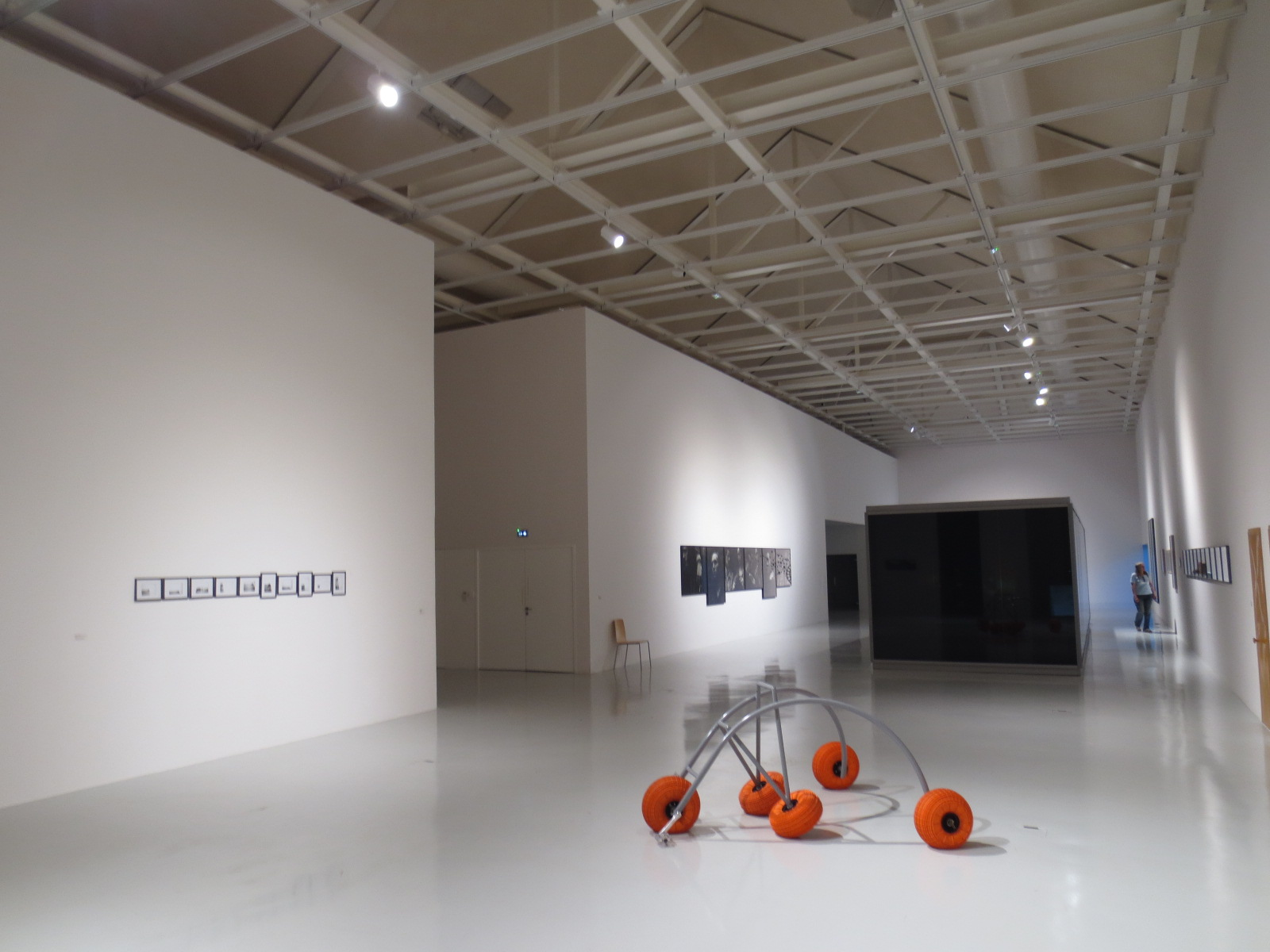
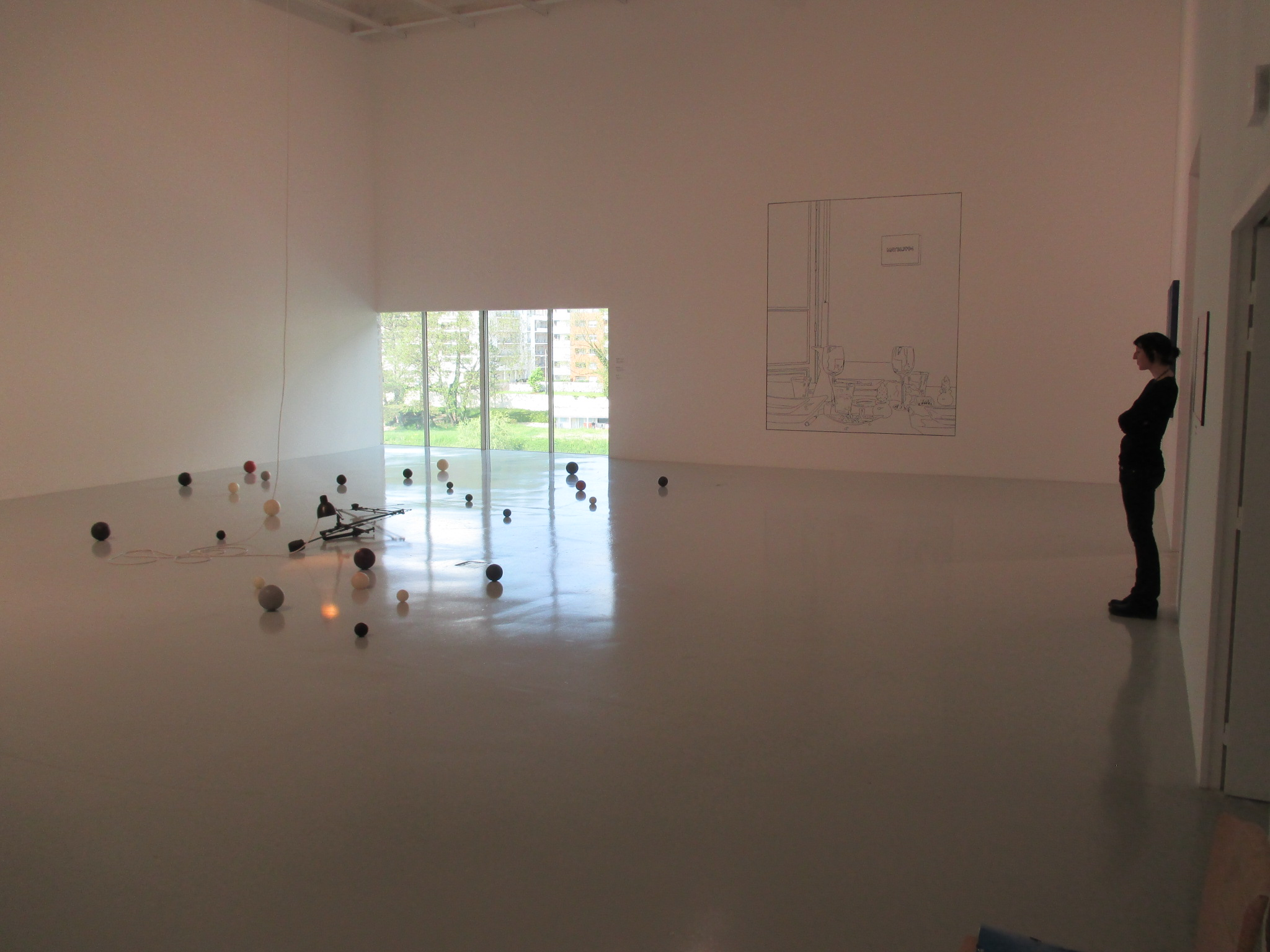
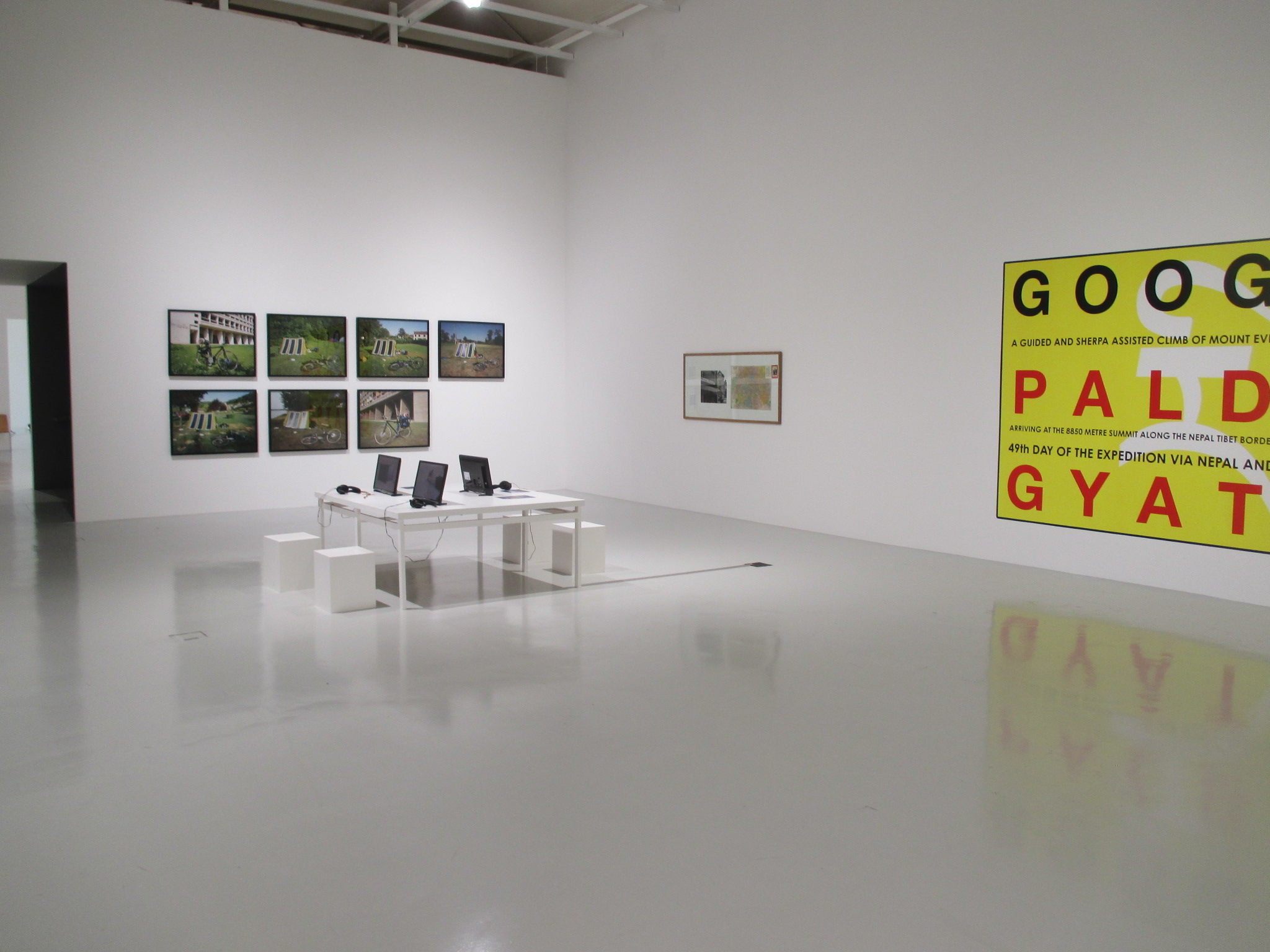
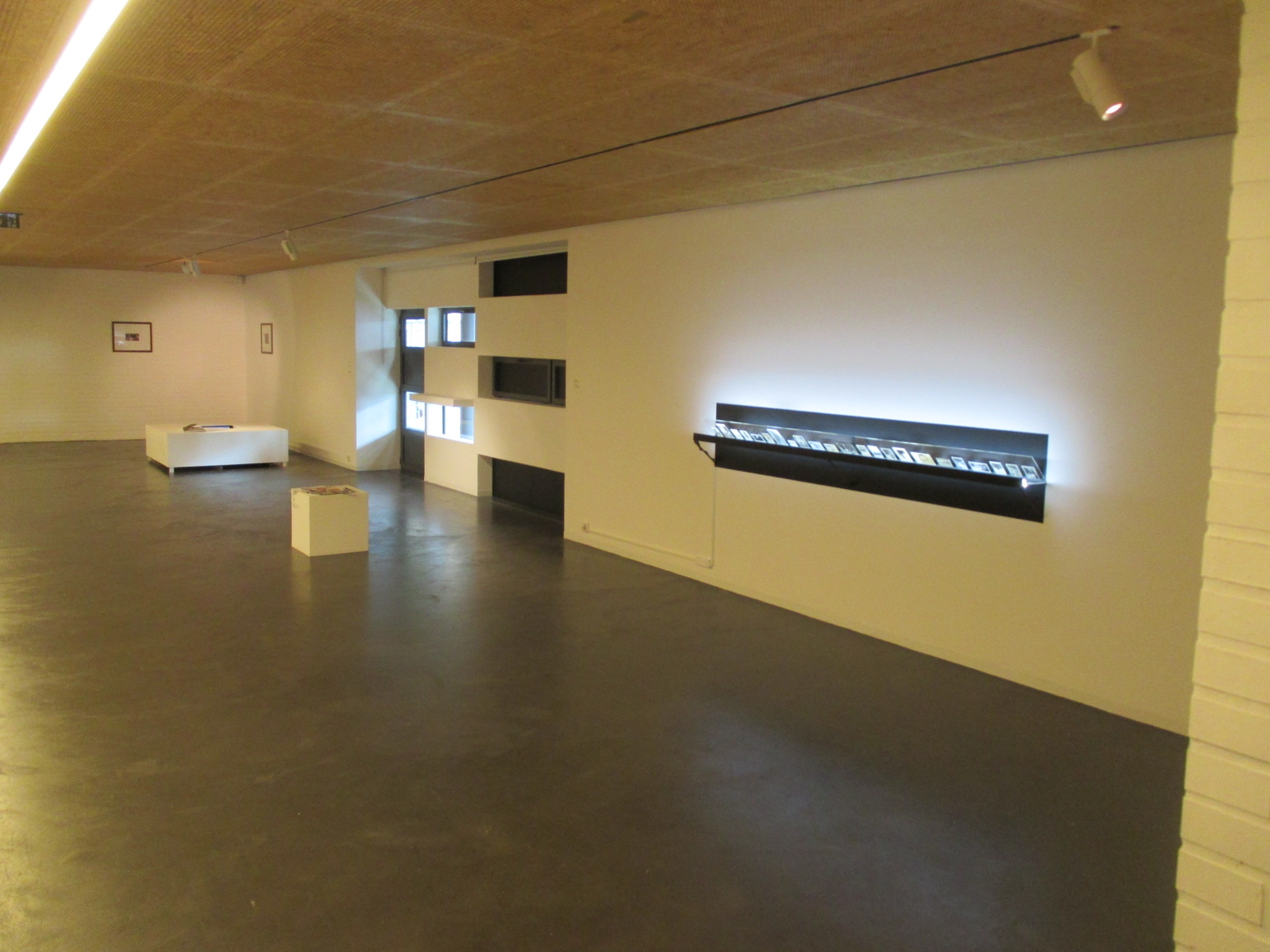